# Jartypory
Jartypory – wieś w Polsce położona w województwie mazowieckim, w powiecie węgrowskim, w gminie Liw. Ma status sołectwa.
| SIMC    | Nazwa           | Rodzaj      |
| ------- | --------------- | ----------- |
| 0677866 | Butlerów        | kolonia     |
| 0677872 | Mokrzec-Gajówka | osada leśna |

Wieś posiadał w 1673 roku starosta warszawski i referendarz koronny Jan Dobrogost Krasiński, leżała w ziemi drohickiej województwa podlaskiego w 1795 roku. W latach 1954–1959 wieś należała i była siedzibą władz gromady Jartypory, po jej zniesieniu w gromadzie Ruchna. W latach 1975–1998 miejscowość administracyjnie należała do województwa siedleckiego.
Jartypory dawniej folwark wydzielony z dóbr Miedzna. Miejscowość położona wśród lasów, przy szosie z Węgrowa do Małkini i Treblinki. Na prawo od szosy w centrum wsi znajduje się zabytkowy dworek z pocz. XIX w., do 1944 r. własność rodziny Rawicz - Ostrowskich, obecnie szkoła podstawowa. Dwór zbudowany z drewna, po 1944 r. otynkowany i pokryty blachą.
Zabytki architektury i budownictwa we wsi:
- dwór (obecnie szkoła podstawowa) drewniany z połowy XIX wieku. Dwór reprezentuje typowe rozwiązanie ustalone przez klasycyzm: na planie prostokąta dwutraktowy, z sienią na osi poprzedzonej gankami. Ganki ukształtowane zostały w formie klasycystycznego czterokolumnowego portyku. Dwór wyróżnia się wysokim czterospadowym dachem z facjatą nad gankiem. Ganek od strony południowej ze względu na zły stan techniczny został rozebrany przez dyrekcję mieszczącej się we dworze szkoły. Park dworski zachował się w stanie szczątkowym. Na uwagę zasługuje fragment alei grabowej,
- zespół gorzelni z końca XIX wieku, w skład którego wchodzi murowana gorzelnia oraz murowany magazyn spirytusu. Ceglane budynki gorzelni reprezentują budownictwo przemysłowe.

Spośród licznie reprezentowanej architektury zagród w wykazie obiektów zainteresowania konserwatorskiego wymieniono cztery domy z przełomu XIX i początku XX wieku (domy nr 21,36, 88, 94).
- Dom nr 94 stanowi przykład chałupy szerokofrontowej, półtoratraktowej, w której występuje jedna izba o szerokości równej szerokości budynku oraz sień i komora. Jest to chałupa z dośrodkowym układem pomieszczeń wokół urządzenia ogniowo-grzewczego, usytuowanego w centrum budynku.
- Dom nr 36 jest przykładem chałupy, w której zastosowano geometryczne motywy zdobnicze, umieszczone na szczycie domu i nad oknami, które pojawiły się powszechnie w zabudowie drewnianej na początku XX wieku.
- Od 1980 roku prowadzone są wykopaliska.
- Cmentarzyska z epoki żelaza, położone jest na niewielkim wydmowym wyniesieniu, na południe od nieistniejącego już strumienia płynącego w kierunku Liwca. Spinki typu Almgren, grzebień, wisior opasany i paciorki szklane z ciałopalnego grobu.

W Jartyporach urodził się biskup Józef Wysocki.
Wierni kościoła rzymskokatolickiego należą do parafii św. Piotra z Alkantary i św. Antoniego z Padwy w Węgrowie.